# JASMINE
Pour les articles homonymes, voir Nano (homonymie) et Jasmine.
JASMINE, acronyme de  Japan Astrometry Satellite Mission for INfrared Exploration, (autrefois Small-JASMINE) est une mission spatiale japonaise d'astrométrie qui doit débuter vers 2028. Le projet développé conjointement par les agences spatiales japonaises JAXA et ISAS repose sur un télescope spatial de 36 centimètres d'ouverture observant dans le proche infrarouge (1 à 1,6 micromètre). L'engin spatial d'une masse de 600 kilogrammes doit être placé sur une orbite héliosynchrone à une altitude de 600 kilomètres par un lanceur Epsilon. Les objectifs scientifiques sont l'étude de la structure de la région centrale de notre galaxie visible uniquement dans l'infrarouge du fait de la présence des nuages de poussière interstellaire et la détection par la méthode du transit d'exoplanètes orbitant autour de naines rouges.

## Historique
JASMINE faisait partie d'une série de trois satellites d'astrométrie de taille croissante étudiés en 2015 conjointement par l'université de Tokyo (plateforme et stations terrestres), l'Observatoire astronomique national du Japon et l'Université de Kyoto. Ces satellites étaient Nano-JASMINE (un nano-satellite de 35 kilogrammes), Small-JASMINE, un satellite de 400 kg dont le lancement était planifié vers 2021 et qui devait permettre de déterminer la position des étoiles avec une précision de 10 à 50 micro secondes d'arc et enfin JASMINE (lancement vers 2030), d'une masse de 1 500 kg qui portait la précision à 10 micro secondes d'arc,.
Courant 2024, le développement du satellite Nano-JASMINE est achevé mais il n'a pas été lancé (envoyé dans un musée). Le projet de satellite lourd JASMINE a été abandonné et la version intermédiaire Small-JASMINE, rebaptisée JASMINE, a été sélectionnée en mai 2019 par les agences spatiales japonaises JAXA et ISAS. La phase A de sa conception devrait être achevée en 2024.

## Objectifs
Le télescope JASMINE doit observer 120 000 étoiles d'une magnitude apparente comprise entre 10 et 14,5 situées dans la zone centrale du noyau de notre galaxie à moins de 4 000 parsecs de son centre. Les mesures effectuées devront permettre de reconstituer la structure de cette région de la galaxie qui n'a pu être observée par le satellite d'astrométrie européen Gaia du fait de la présence de la poussière interstellaire. En effet, celle-ci intercepte la lumière visible (longueurs d'onde observées par Gaia) alors qu'elle est transparente en infrarouge. Le premier objectif est de clarifier la structure du bulbe central de la galaxie, d'en reconstituer l'histoire mais également d'écarter certains modèles de matière noire et de détecter l'influence de trous noirs intermédiaires. Un deuxième objectif est de détecter les exoplanètes en orbite autour de naines rouges par la méthode du transit,.

## Caractéristiques techniques
JASMINE, qui a une masse de 600 kilogrammes, est stabilisé 3 axes et alimenté en énergie par des panneaux solaires fournissant en moyenne 600 Watts. Le télescope de type Korsch a une ouverture de 36 centimètres, une longueur focale de 4,37 mètres et un champ de vue de 0,55 × 0,55 º. L'image est reconstituée par quatre détecteurs de type CMOS utilisant l'arséniure de gallium et l'indium et maintenus à une température de -100°C.

## Déroulement de la mission
Le satellite doit être placé sur une orbite héliosynchrone de 600 kilomètres vers 2028 par un lanceur léger japonais Epsilon S. Le télescope doit être pointé de manière continue vers la même région du ciel. Il prendra 46 images du même champ de 0,55 0,55degré toutes les 12,5 secondes. Pour réduire le volumes de données transmises vers la Terre, les images transmises ne seront pas complètes mais limitées aux zones entourant les étoiles (9 × 9 pixels). La durée de la mission primaire est de trois ans.

### Sources
- (en) Daisuke Kawata, Hajime Kawahara, Naoteru Gouda, Nathan J. Secrest, Ryouhei Kano, Hirokazu Kataza, Naoki Isobe, Ryou Ohsawa, Fumihiko USui, Yoshiyuki Yamada, Alister W. Graham et Alex R. Pettitt, « JASMINE: Near-infrared astrometry and time-series photometry science », Publications of the Astronomical Society of Japan,‎ février 2024, p. 1-40 (lire en ligne)Description de la mission JASMINE.